# Пам'ятки археології України національного значення
Пам'ятки археології національного значення — об'єкти культурної спадщини, внесені до Державного реєстру нерухомих пам'яток України.

## м. Київ
| Найменування пам'ятки | Датування                              | Розташування                                                                                                   | Охоронний номер |
| --- | -------------------------------------- | --- | --------------- |
| Культурний шар урочища Видубичі | розвинуте середньовіччя, Київська Русь | вул. Видубицька, 1                                                                                             | 260007-Н        |
| Місто Володимира — дитинець стародавнього Києва з фундаментами Десятинної церкви                                                                                       | V — IX століття, IX—XIII століття      | між вулицями Володимирською, В. Житомирською та схилами Старокиївської гори                                    | 260010-Н        |
| Фундаменти і залишки стін ротонди | розвинуте середньовіччя, Київська Русь | вул. Володимирська, 3                                                                                          | 260012-Н        |
| Фундаменти церкви Федорівського монастиря | розвинуте середньовіччя, Київська Русь | вул. Володимирська, 7-9                                                                                        | 260013-Н        |
| Фундаменти церкви Св. Георгія | розвинуте середньовіччя, Київська Русь | пров. Георгіївський, 2                                                                                         | 260018-Н        |
| Фундамент палацу | розвинуте середньовіччя, Київська Русь | вул. Ірининська                                                                                                | 260023-Н        |
| Фундаменти церкви Св. Ірини | розвинуте середньовіччя, Київська Русь | ріг вулиць Ірининської та Володимирської                                                                       | 260024-Н        |
| Китаївське городище і курганний могильник | розвинуте середньовіччя, Київська Русь | вул. Китаївська, 15                                                                                            | 260026-Н        |
| Культурний шар району стародавнього Києва — Клов | розвинуте середньовіччя, Київська Русь | Кловське урочище (між вул. Круглоуніверситетською, Інститутською, Кловським узвозом, Богомольця)               | 260027-Н        |
| Культурний шар «Міста Ярослава» | розвинуте середньовіччя, Київська Русь | в межах вул. Костельної, майдану Незалежності, вулиць Б. Грінченка, Прорізної, Ярославів Вал, Львівської площі | 260028-Н        |
| Городище і могильник | розвинуте середньовіччя, Київська Русь | Лиса гора (Юрковиця)                                                                                           | 260029-Н        |
| Фундаменти Лядських воріт | розвинуте середньовіччя, Київська Русь | майдан Незалежності                                                                                            | 260032-Н        |
| Звіринецькі печери | розвинуте середньовіччя, Київська Русь | вул. Мічуріна, 18-22                                                                                           | 260034-Н        |
| Поселення давньоруське | розвинуте середньовіччя, Київська Русь | Берестейський проспект, парк «Нивки»                                                                           | 260041-Н        |
| Фундаменти церкви | розвинуте середньовіччя, Київська Русь | вул. Стрілецька, 7/6                                                                                           | 260047-Н        |
| Культурний шар села Берестове | розвинуте середньовіччя, Київська Русь | територія парку Слави                                                                                          | 260048-Н        |
| Ремісничий район стародавнього Києва — культурний шар «Міста Ізяслава Святополка»                                                                                      | IX — XIII століття                     | вул. Трьохсвятительська, 2-4                                                                                   | 260051-Н        |
| Кирилівська стоянка первісних людей епохи палеоліту | палеоліт                               | вул. Кирилівська, 59-61                                                                                        | 260052-Н        |
| Будинок Національного академічного драматичного театру імені Лесі Українки (Театр Бергоньє), де відбувся перший виступ української професійної трупи М. Кропивницького | друга половина XIX століття            | вул. Б. Хмельницького, 5/15                                                                                    | 260053-Н        |
| Фундаменти церкви Богородиці в Кловському монастирі | розвинуте середньовіччя, Київська Русь | вул. Шовковична, 27                                                                                            | 260056-Н        |
| Фундаменти мурованої церкви | перша половина XII століття            | вул. Юрківська, 3                                                                                              | 260057-Н        |
| Культурний шар городища | розвинуте середньовіччя, Київська Русь | гора Щекавиця                                                                                                  | 260058-Н        |
| Культурний шар городища «Красний двір князя Всеволода» | розвинуте середньовіччя, Київська Русь | мис Чайка, пров. Землянський                                                                                   | 260059-Н        |
| Культурний шар села Угорське | розвинуте середньовіччя, Київська Русь | урочище Аскольдова Могила                                                                                      | 260060-Н        |

## м. Севастополь
| Найменування пам'ятки                                                         | Датування                                                             | Розташування                                                 | Охоронний номер |
| ----------------------------------------------------------------------------- | --------------------------------------------------------------------- | ------------------------------------------------------------ | --------------- |
| Комплекс «Стародавнє місто Херсонес-Таврійський»                              | IX століття до нашої ери — IV століття до нашої ери, IV—V століття    | вул. Древня, 1                                               | 270001-Н        |
| Братське кладовище захисників м. Севастополя, Храм Св. Миколи                 | 1854—1855 роки, 1857—1870 роки                                        | вул. Богданова, Північна сторона                             | 270002-Н        |
| Комплекс некрополя Херсонесу Таврійського і монастиря Богоматері Влахернської | IV століття до нашої ери — XIII століття                              | гирло Карантинної балки, між вулицями Шостака та Г. Петрової | 270020-Н        |
| Некрополь                                                                     | IV століття до нашої ери — XIII століття                              | гирло Карантинної балки, між вулицями Шостака та Г. Петрової | 270020/1-Н      |
| Монастир Богоматері Влахернської                                              | IV століття до нашої ери — XIII століття                              | гирло Карантинної балки, між вулицями Шостака та Г. Петрової | 270020/2-Н      |
| Давня дорога до Херсонесу із залишками виробничих майстерень                  | IV століття до нашої ери — XIII століття                              | гирло Карантинної балки, між вулицями Шостака та Г. Петрової | 270020/3-Н      |
| Балаклавський район                                                           |                                                                       |                                                              |                 |
| Поселення Уч-Баш                                                              | IX століття до нашої ери — IV століттядо нашої ери                    | м. Інкерман                                                  | 270011-Н        |
| Печерний монастир                                                             | XI-XIII століття                                                      | м. Інкерман                                                  | 270012-Н        |
| Храм Св. Іллі                                                                 | XI-XIII століття                                                      | урочище Ласпі                                                | 270013-Н        |
| Загайтанське укріплене поселення                                              | IX століття — IV століття до нашої ери, XI—XIII століття              | на мисі плато над Первомайською балкою, м. Інкерман          | 270014-Н        |
| Стоянка печерна Шан-Коба                                                      | 1,5 млн — 10 тис. років до нашої ери, IX—VII тисячоліття до нашої ери | с. Передове                                                  | 270015-Н        |
| Стоянка печерна Фатьма-Коба                                                   | 1,5 млн — 10 тис. років до нашої ери                                  | с. Передове                                                  | 270016-Н        |
| Стоянка печерна Мурзак-Коба                                                   | 1,5 млн — 10 тис. років до нашої ери, IX—VII тисячоліття до нашої ери | с. Чорноріченське                                            | 270017-Н        |
| Могильник N 15                                                                | IX-IV століття до нашої ери                                           | с. Хмельницьке                                               | 270018-Н        |
| Георгіївський монастир                                                        | XI-XIII століття                                                      | мис Фіолент                                                  | 270019-Н        |

## Автономна Республіка Крим
| Найменування пам'ятки                                             | Датування                                 | Розташування                                                 | Охоронний номер |
| ----------------------------------------------------------------- | ----------------------------------------- | ------------------------------------------------------------ | --------------- |
| м. Сімферополь                                                    |                                           |                                                              |                 |
| Неаполь Скіфський: городище, некрополі                            | рання залізна доба, скіфська культура     | між вулицями Археологічною та Батаєва                        | 010001-Н        |
| м. Алушта                                                         |                                           |                                                              |                 |
| Археологічний комплекс «Алустон»                                  | раннє, розвинуте та пізнє середньовіччя   | між вулицями Володарського, 15 квітня та пров. Р. Люксембург | 010004-Н        |
| Алуштинська міська рада                                           |                                           |                                                              |                 |
| Археологічний комплекс «Сторожеве укріплення Фуна»                | раннє, розвинуте та пізнє середньовіччя   | с. Лучисте                                                   | 010005-Н        |
| м. Керч                                                           |                                           |                                                              |                 |
| Археологічний комплекс «Стародавнє місто Тірітака»                | античність, раннє середньовіччя           | с-ще Аршинцеве                                               | 010014-Н        |
| Поселення Кам'янка                                                | епоха середньої бронзи                    | північно-східна околиця                                      | 010021-Н        |
| Археологічний комплекс «Стародавнє місто Німфей»                  | античність                                | між вулицями Рубіжною та Угловою                             | 010022-Н        |
| Археологічний комплекс «Стародавнє місто Мірмекій»                | IX — IV століття до нашої ери             | між вулицями Войкова та Московською, 52                      | 010015-Н        |
| Давньоруське городище літописного міста Корчів                    | IX — XIII століття                        | площа імені В. І. Леніна                                     | 010016-Н        |
| Архітектурно-археологічний комплекс «Стародавнє місто Пантікапей» | IX — IV століття до нашої ери             | гора Мітрідат, північний та північно-східний схили           | 010017-Н        |
| Античний земляний склеп                                           | IX — IV століття до нашої ери             | вул. 1 Нагорна, 29                                           | 010019-Н        |
| Античний кам'яний склеп — «Склеп Деметри»                         | IX — IV століття до нашої ери             | вул. Б. Перепелиці, 21                                       | 010020-Н        |
| Античне городище «Парфеній»                                       | IX — IV століття до нашої ери             | мікрорайон Сіпягіно                                          | 010023-Н        |
| Судацька міська рада                                              |                                           |                                                              |                 |
| Археологічний комплекс «Караул-Оба»                               | епоха пізньої бронзи, раннє середньовіччя | між с. Веселе та смт Новий Світ, гора Караул-Оба             | 010028-Н        |
| Фортеця «Кутлак»                                                  | друга половина I століття до нашої ери    | між с. Веселе та смт Новий Світ                              | 010029-Н        |
| Бахчисарайський район                                             |                                           |                                                              |                 |
| Археологічний комплекс «Сюренська фортеця»                        | раннє та розвинуте середньовіччя          | с. Мале Садове                                               | 010007-Н        |
| Археологічний комплекс «Усть-Альмінський»: городище і некрополь   | рання залізна доба                        | с. Піщане                                                    | 010008-Н        |
| Комплекс Успенського печерного монастиря                          | раннє, розвинуте та пізнє середньовіччя   | м. Бахчисарай, балка Майрам-Дере                             | 010006-Н        |
| Білогірський район                                                |                                           |                                                              |                 |
| Археологічний комплекс на плато Ак-Кая                            | палеоліт, мезоліт                         | між селами Біла Скеля, Вишенне, Василівка                    | 010009-Н        |
| Євпаторійська міська рада                                         |                                           |                                                              |                 |
| Багатошарове городище «Чайка»                                     | IX — IV століття до нашої ери             | с. Заозерне, вул. Алея Дружби                                | 010012-Н        |
| Ленінський район                                                  |                                           |                                                              |                 |
| Археологічний комплекс «Ілурат»                                   | IX — IV століття до нашої ери             | с. Іванівка                                                  | 010025-Н        |
| Археологічний комплекс «Кіммерик»                                 | IX — IV століття до нашої ери             | с. Мар'ївка                                                  | 010026-Н        |
| Сімферопольський район                                            |                                           |                                                              |                 |
| Скіфське городище Кермен-Кир                                      | рання залізна доба, скіфська культура     | с. Мирне                                                     | 010027-Н        |
| Ялтинська міська рада                                             |                                           |                                                              |                 |
| Археологічний комплекс «Фортеця Харакс»                           | IX — IV століття до нашої ери             | смт Гаспра, мис Ай-Тодор                                     | 010035-Н        |

## Вінницька область
| Найменування пам'ятки                   | Датування                                       | Розташування                                 | Охоронний номер |
| --------------------------------------- | ----------------------------------------------- | -------------------------------------------- | --------------- |
| Вінницький район                        |                                                 |                                              |                 |
| Городище                                | Рання залізна доба, скіфська культура           | с. Лука-Мелешківська                         | 020005-Н        |
| Городище                                | Рання залізна доба, скіфська культура           | с. Якушинці, на північний схід від села      | 020006-Н        |
| Жмеринський район                       |                                                 |                                              |                 |
| Северинівське городище                  | VII — VI століття до нашої ери                  | с. Межирів, на південний захід від села      | 020007-Н        |
| Іллінецький район                       |                                                 |                                              |                 |
| Городище-1                              | Київська Русь                                   | смт Дашів, на захід від села                 | 020008-Н        |
| Городище-2                              | Київська Русь                                   | смт Дашів, на захід від села                 | 020009-Н        |
| Городище                                | Київська Русь                                   | с. Жорнище, на схід від села                 | 020010-Н        |
| Городище                                | Київська Русь                                   | с. Пархомівка, на схід від села              | 020011-Н        |
| Крижопільський район                    |                                                 |                                              |                 |
| Городище                                | Київська Русь                                   | с. Крикливець, на південний схід від села    | 020013-Н        |
| Могилів-Подільський район               |                                                 |                                              |                 |
| Городище                                | Рання залізна доба, скіфська культура           | с. Вила-Ярузькі                              |                 |
| Багатошарове городище                   | IX — IV століття до нашої ери, IX—XIII століття | с. Григорівка, південна окраїна урочища Щовб | 020014-Н        |
| Скельний монастир                       | IX — XIII століття                              | с. Лядова                                    | 020015-Н        |
| Мурованокуриловецький район             |                                                 |                                              |                 |
| Городище                                | Рання залізна доба, скіфська культура           | с. Дерешова, на південь від села             | 020016-Н        |
| Городище                                | Київська Русь                                   | с. Попелюхи, на південний захід від села     | 020017-Н        |
| Немирівський район                      |                                                 |                                              |                 |
| Городище                                | Рання залізна доба, скіфська культура           | м. Немирів, на південний схід від міста      | 020018-Н        |
| Городище                                | Київська Русь                                   | с. Джуринці, на південний захід від села     | 020019-Н        |
| Городище                                | Київська Русь                                   | с. Дубовець, на північний схід від села      | 020020-Н        |
| Тульчинський район                      |                                                 |                                              |                 |
| Городище                                | Київська Русь                                   | с. Суворовське, на захід від села            | 020025-Н        |
| Чернівецький район                      |                                                 |                                              |                 |
| Городище                                | IX — IV століття до нашої ери                   | с. Вила-Ярузькі, на схід від села            | 020026-Н        |
| Ямпільський район                       |                                                 |                                              |                 |
| Оборонна фортеця з підземними ходами    | V—XVII століття                                 | с. Буша                                      | 020027-Н        |
| Скельний храм з рельєфними зображеннями | V—XVII століття                                 | с. Буша                                      | 020028-Н        |

## Волинська область
| Найменування пам'ятки      | Датування                                       | Розташування                          | Охоронний номер |
| -------------------------- | ----------------------------------------------- | ------------------------------------- | --------------- |
| Володимир-Волинський район |                                                 |                                       |                 |
| Городище «Вали»            | Київська Русь                                   | м. Володимир-Волинський, вул. Соборна | 030003-Н        |
| Городище                   | раннє середньовіччя, празько-корчацька культура | с. Зимне                              | 030005-Н        |
| Горохівський район         |                                                 |                                       |                 |
| Городище                   | пізнє середньовіччя                             | с. Журавники                          | 030007-Н        |
| Городище                   | Київська Русь                                   | с. Перемиль                           | 030008-Н        |
| Іваничівський район        |                                                 |                                       |                 |
| Городище «Замок»           | Київська Русь                                   | с. Литовеж                            | 030010-Н        |
| Городище                   | Київська Русь                                   | с. Лежниця                            | 030011-Н        |
| Локачинський район         |                                                 |                                       |                 |
| Городище                   | Київська Русь                                   | смт Локачі                            | 030013-Н        |
| Городище                   | Київська Русь                                   | с. Затурці                            | 030014-Н        |
| Луцький район              |                                                 |                                       |                 |
| Городище                   | Київська Русь                                   | с. Горзвин                            | 030016-Н        |
| Городище                   | Київська Русь                                   | с. Коршів                             | 030017-Н        |
| Городище                   | Київська Русь                                   | с. Усичі                              | 030018-Н        |
| Городище                   | Київська Русь                                   | с. Шепель                             | 030019-Н        |
| Любешівський район         |                                                 |                                       |                 |
| Городище                   | Київська Русь                                   | с. Ветли                              | 030020-Н        |
| Любомльський район         |                                                 |                                       |                 |
| Городище «Замчище»         | Київська Русь                                   | м. Любомль                            | 030021-Н        |
| Городище                   | Київська Русь                                   | с. Гуща                               | 030022-Н        |

## Дніпропетровська область
| Найменування пам'ятки                  | Датування                           | Розташування                                                   | Охоронний номер |
| -------------------------------------- | ----------------------------------- | -------------------------------------------------------------- | --------------- |
| Апостолівський район                   |                                     |                                                                |                 |
| Курганний могильник                    | III — I тисячоліття до нашої ери    | с. Запорізьке                                                  | 040005-Н        |
| Курганний могильник                    | III — I тисячоліття до нашої ери    | с. Слов'янка                                                   | 040006-Н        |
| Криворізький район                     |                                     |                                                                |                 |
| Курганний могильник                    | III — I тисячоліття до нашої ери    | с. Веселий Кут                                                 | 040008-Н        |
| Курганний могильник Бабина Могила      | III — I тисячоліття до нашої ери    | с. Кам'яне Поле                                                | 040009-Н        |
| Нікопольський район                    |                                     |                                                                |                 |
| Курган «Нечаєва-Гегелина Могила»       | середина I тисячоліття до нашої ери | с. Лебединське, на північний схід від села                     | 040011-Н        |
| Курган «Орлова Могила»                 | середина I тисячоліття до нашої ери | с. Лебединське, на південний схід від села                     | 040012-Н        |
| Петриківський район                    |                                     |                                                                |                 |
| Курган                                 | III — I тисячоліття до нашої ери    | с. Лобойківка, біля о. Царі-Камиші                             | 040013-Н        |
| Солонянський район                     |                                     |                                                                |                 |
| Башмацьке городище                     | II — IV тисячоліття до нашої ери    | с. Башмачка                                                    | 040014-Н        |
| Курган                                 | III — I тисячоліття до нашої ери    | с. Безбородькове                                               | 040015-Н        |
| Курганний могильник «Могила Чекерезка» | III — I тисячоліття до нашої ери    | с. Томаківка                                                   | 040017-Н        |
| Софіївський район                      |                                     |                                                                |                 |
| Курганний могильник                    | III — I тисячоліття до нашої ери    | с. Мар'ївка, на північний захід від Макортівського водосховища | 040018-Н        |
| Курганний могильник                    | III — I тисячоліття до нашої ери    | с. Петропавлівка                                               | 040019-Н        |
| Широківський район                     |                                     |                                                                |                 |
| Курган                                 | III — I тисячоліття до нашої ери    | с. Радевичеве, на північний схід від центру села               | 040023-Н        |

## Донецька область
| Найменування пам'ятки              | Датування                                                            | Розташування   | Охоронний номер |
| ---------------------------------- | -------------------------------------------------------------------- | -------------- | --------------- |
| Амвросіївський район               |                                                                      |                |                 |
| Амвросіївське костище, стоянка     | верхній палеоліт                                                     | м. Амвросіївка | 050001-Н        |
| Слов'янський район                 |                                                                      |                |                 |
| Городище «Святогорське»            | раннє середньовіччя, салтівська культура                             | с. Богородичне | 050004-Н        |
| Городище «Теплинське»              | раннє середньовіччя, салтівська культура                             | с. Богородичне | 050005-Н        |
| Царине (Маяцьке) городище          | раннє та розвинуте середньовіччя, салтівська культура, Київська Русь | с. Маяки       | 050006-Н        |
| Сидорівське городище               | V — IX століття, IX—XIII століття                                    | с. Сидорове    | 050007-Н        |
| Старобешівський район              |                                                                      |                |                 |
| Курганний могильник                | III тисячоліття до нашої ери — XIV століття                          | с-ще Колоски   | 050008-Н        |
| Курганний могильник «Могила Чорна» | III тисячоліття до нашої ери — XIV століття                          | с. Петрівське  | 05009-Н         |
| Тельманівський район               |                                                                      |                |                 |
| Курганний могильник                | III тисячоліття до нашої ери — XIV століття                          | с. Гранітне    | 050011-Н        |
| Курган «Могила Чорна»              | III тисячоліття до нашої ери — XIV століття                          | с. Федорівка   | 050012-Н        |

## Житомирська область
| Найменування пам'ятки                                                           | Датування                                   | Розташування                                                                          | Охоронний номер |
| ------------------------------------------------------------------------------- | ------------------------------------------- | ------------------------------------------------------------------------------------- | --------------- |
| Андрушівський район                                                             |                                             |                                                                                       |                 |
| Городище літописного міста Котельнича і поселення                               | Київська Русь                               | с. Стара Котельня, північно-західна частина села, правий берег р. Гуйва, урочище Вали | 060003-Н        |
| Городище літописного міста Ярополча                                             | Київська Русь                               | с. Яроповичі, на південь від села урочище Замок                                       | 060004-Н        |
| Житомирський район                                                              |                                             |                                                                                       |                 |
| Городище                                                                        | Київська Русь                               | с. Станишівка, на південний захід від села, правий берег р. Тетерів                   | 060006-Н        |
| Коростенський район                                                             |                                             |                                                                                       |                 |
| Городище літописного міста Іскоростень (3), поселення і курганні могильники (2) | Київська Русь                               | м. Коростень, правий берег р. Уж                                                      | 060007-Н        |
| Коростишівський район                                                           |                                             |                                                                                       |                 |
| Городища літописного міста Городеська (3)                                       | III тисячоліття до нашої ери, Київська Русь | с. Городське                                                                          | 060008-Н        |
| Любарський район                                                                |                                             |                                                                                       |                 |
| Городище літописного міста Деревича                                             | Київська Русь                               | с. Великі Деревичі, лівий берег р. Деревички, урочище Замчище                         | 060009-Н        |
| Новоград-Волинський район                                                       |                                             |                                                                                       |                 |
| Городище літописного міста Возвягель (2) і посад                                | Київська Русь                               | с. Чижівка, на південний схід від села, правий берег р. Случ                          | 060012-Н        |
| Курганні могильники (2)                                                         | Київська Русь                               | с. Ходурки, правий берег р. Случ, урочище Сербина гора                                | 060011-Н        |
| Овруцький район                                                                 |                                             |                                                                                       |                 |
| Городище, посад, поселення і курганні могильники (2)                            | Київська Русь                               | с. Городець                                                                           | 060013-Н        |
| Олевський район                                                                 |                                             |                                                                                       |                 |
| Городище та селище                                                              | рання залізна доба, Київська Русь           | смт Олевськ                                                                           | 060014-Н        |
| Романівський район                                                              |                                             |                                                                                       |                 |
| Городище літописного міста Колодяжин                                            | Київська Русь                               | с. Колодяжне, на південний захід від села, правий берег р. Случ                       | 060015-Н        |
| Ружинський район                                                                |                                             |                                                                                       |                 |
| Ггородища (2) літописного міста Ніятин                                          | Київська Русь                               | с. Ягнятин                                                                            | 060016-Н        |

## Закарпатська область
| Найменування пам'ятки     | Датування                              | Розташування      | Охоронний номер |
| ------------------------- | -------------------------------------- | ----------------- | --------------- |
| Берегівський район        |                                        |                   |                 |
| Городище                  | Київська Русь                          | с. Вари           | 070003-Н        |
| Поселення багатошарове    | неоліт, енеоліт                        | с. Запсонь        | 070004-Н        |
| Могильник давніх мадярів  | розвинуте середньовіччя                | с. Чома           | 070005-Н        |
| Городище «Товвар»         | IX століття до нашої ери — IV століття | с. Дийда          | 070006-Н        |
| Виноградівський район     |                                        |                   |                 |
| Стоянка                   | ранній палеоліт                        | смт Королево      | 070007-Н        |
| Залізоробний центр        | II-I століття до нової ери             | с. Неветленфолу   | 070008-Н        |
| Іршавський район          |                                        |                   |                 |
| Городище                  | IX століття до нашої ери — IV століття | м. Іршава         | 070009-Н        |
| Городище                  | IX століття до нашої ери — IV століття | с. Арданово       | 070010-Н        |
| Мукачівський район        |                                        |                   |                 |
| Опідум (городище) кельтів | IX століття до нашої ери — IV століття | м. Мукачево       | 070011-Н        |
| Тячівський район          |                                        |                   |                 |
| Стоянка печерна           | пізній палеоліт                        | с. Велика Уголька | 070012-Н        |
| Солекопальня «Горци»      | IX століття до нашої ери — IV століття | с. Солотвино      | 070013-Н        |
| Ужгородський район        |                                        |                   |                 |
| Поселення слов'ян         | III-IV століття нової ери              | с. Галоч          | 070014-Н        |
| Поселення слов'ян         | раннє середньовіччя                    | с. Холмок         | 070015-Н        |

## Запорізька область
| Найменування пам'ятки                 | Датування                                                                 | Розташування                                     | Охоронний номер |
| ------------------------------------- | ------------------------------------------------------------------------- | ------------------------------------------------ | --------------- |
| м. Запоріжжя                          |                                                                           |                                                  |                 |
| Археологічний комплекс «Острів Байда» | II тисячоліття — X століття до нашої ери, V—XVII століття, 1736—1739 роки | о. Байда                                         | 080001-Н        |
| Бердянський район                     |                                                                           |                                                  |                 |
| Курганний могильник Попівські Могили  | епоха міді — бронзи                                                       | с. Берестове                                     | 080005-Н        |
| Курганний могильник Канат-могила      | епоха міді — бронзи                                                       | с. Кримка                                        | 080006-Н        |
| Великобілозерський район              |                                                                           |                                                  |                 |
| Курганний могильник Цимбалова Могила  | епоха бронзи — рання залізна доба                                         | с. Велика Білозерка                              | 080007-Н        |
| Кам'янсько-Дніпровський район         |                                                                           |                                                  |                 |
| Кам'янське городище                   | рання залізна доба                                                        | м. Кам'янка-Дніпровська                          | 080008-Н        |
| Курганний могильник "Мамай-Могил"а    | епоха бронзи                                                              | с. Велика Знам'янка, на північний захід від села | 080009-Н        |
| Курганний могильник «Солоха»          | епоха бронзи                                                              | с. Велика Знам'янка, на південь від села         | 080010-Н        |
| Мелітопольський район                 |                                                                           |                                                  |                 |
| Культовий комплекс «Кам'яна Могила»   | XXII тисячоліття до нашої ери — XI століття                               | смт Мирне, на схід від села                      | 080011-Н        |
| Михайлівський район                   |                                                                           |                                                  |                 |
| Курганний могильник «Куляб-могила»    | епоха бронзи                                                              | с. Старобогданівка, на захід від села            | 080012-Н        |

## Івано-Франківська область
| Найменування пам'ятки                                                     | Датування                                                                                         | Розташування                                                                                         | Охоронний номер |
| ------------------------------------------------------------------------- | ------------------------------------------------------------------------------------------------- | --- | --------------- |
| Богородчанський район                                                     |                                                                                                   | |                 |
| Поселення Старуня-1 багатошарове                                          | мезоліт, енеоліт, епоха бронзи                                                                    | с. Старуня                                                                                           | 090003-Н        |
| Галицький район                                                           |                                                                                                   | |                 |
| Городище Межигірці-3 (скельний монастир)                                  | Київська Русь, пізнє середньовіччя                                                                | с. Межигірці                                                                                         | 090005-Н        |
| Літописне місто Галич — столиця Галицько-Волинського князівства           | IX — XIII століття                                                                                | с. Крилос                                                                                            | 090006-Н        |
| Комплекс сакральних споруд                                                | 1154 рік, 1500 рік                                                                                | с. Крилос, Княжа Гора                                                                                | 090021-Н        |
| Фундаменти собору Успіння Пресвятої Богородиці                            | 1154 рік                                                                                          | с. Крилос, Княжа Гора                                                                                | 090021/1-Н      |
| Городище із спорудою кам'яної церкви Св. Пантелеймона                     | IX—XIII століття                                                                                  | с. Шевченкове                                                                                        | 090007-Н        |
| Городенківський район                                                     |                                                                                                   | |                 |
| Поселення Незвисько-17 багатошарове                                       | неоліт, енеоліт, епоха бронзи, рання залізна доба, римський час, раннє та розвинуте середньовіччя | с. Незвисько                                                                                         | 090008-Н        |
| Поселення і городище                                                      | рання залізна доба, Київська Русь                                                                 | смт Чернелиця                                                                                        | 090009-Н        |
| Рогатинський район                                                        |                                                                                                   | |                 |
| Поселення (2), городища (2), курганний могильник                          | Київська Русь                                                                                     | с. Луковище, урочища Стави, Під Горою, Городище, Голодівка і Могилки                                 | 090010-Н        |
| Поселення, городище Підгороддя                                            | мезоліт, епоха бронзи, рання залізна доба, Київська Русь                                          | с. Підгороддя                                                                                        | 090011-Н        |
| Снятинський район                                                         |                                                                                                   | |                 |
| Поселення і городище «Любківці I»                                         | епоха бронзи, римський час, Київська Русь                                                         | с. Любківці, урочище Городище                                                                        | 090012-Н        |
| Поселення і городище «Олешків I»                                          | Київська Русь                                                                                     | с. Олешків, урочище Замчище                                                                          | 090013-Н        |
| Тлумацький район                                                          |                                                                                                   | |                 |
| Археологічний комплекс: поселення, гірничі штольні і городище Биковен     | палеоліт, мезоліт, енеоліт, епоха бронзи, рання залізна доба, римський час, Київська Русь         | с. Буківна, урочища Городище, Заруба, За Зарубом, Провалина під Зрубами і Провалина під Стельмаховим | 090016-Н        |
| Археологічний комплекс: поселення (2), городище і ґрунтові могильники (2) | Київська Русь                                                                                     | с. Делева, урочища Хутір Луги, Окопи і Провал                                                        | 090017-Н        |

## Київська область
| Найменування пам'ятки                                                              | Датування                                                                                              | Розташування                                                       | Охоронний номер |
| ---------------------------------------------------------------------------------- | --- | ------------------------------------------------------------------ | --------------- |
| Баришівський район                                                                 | |                                                                    |                 |
| Курган «Могила»                                                                    | III тисячоліття до нашої ери — I тисячоліття                                                           | с. Поділля                                                         | 100001-Н        |
| м. Біла Церква                                                                     | |                                                                    |                 |
| Городище літописного міста Юр'єва                                                  | Київська Русь                                                                                          | Замкова гора                                                       | 100002-Н        |
| Бориспільський район                                                               | |                                                                    |                 |
| Курган «Глушевська Могила»                                                         | III тисячоліття до нашої ери — I тисячоліття                                                           | с. Любарці                                                         | 100003-Н        |
| Броварський район                                                                  | |                                                                    |                 |
| Городище                                                                           | рання залізна доба                                                                                     | с. Літочки                                                         | 100004-Н        |
| Васильківський район                                                               | |                                                                    |                 |
| Городище літописного міста Василів                                                 | Київська Русь                                                                                          | м. Васильків                                                       | 100005-Н        |
| Вишгородський район                                                                | |                                                                    |                 |
| Городище літописного міста Вишгорода                                               | Київська Русь                                                                                          | м. Вишгород                                                        | 100007-Н        |
| Кагарлицький район                                                                 | |                                                                    |                 |
| Городище літописного міста Чучина                                                  | IX — XIII століття                                                                                     | с. Балико-Щучинка                                                  | 100009-Н        |
| Городище «Іван Гора» — залишки літописного міста Івана                             | IX — XIII століття                                                                                     | смт Ржищів                                                         | 100010-Н        |
| Києво-Святошинський район                                                          | |                                                                    |                 |
| Городище літописного міста Білгород, могильник                                     | Київська Русь                                                                                          | с. Білогородка                                                     | 100011-Н        |
| Городище «Велике Ходосівське»                                                      | рання залізна доба, милоградська культура                                                              | між селами Круглик, Ходосівка та Іванковичі (Васильківський район) | 100012-Н        |
| Городище                                                                           | рання залізна доба, скіфська культура                                                                  | с. Хотів                                                           | 100013-Н        |
| Обухівський район                                                                  | |                                                                    |                 |
| Городище літописного міста Святополч                                               | Київська Русь                                                                                          | с. Витачів                                                         | 100014-Н        |
| Городище літописного міста Тумащ                                                   | Київська Русь                                                                                          | с. Старі Безрадичі                                                 | 100015-Н        |
| Городище літописного міста Треполя                                                 | Київська Русь                                                                                          | с. Трипілля                                                        | 100016-Н        |
| Городище літописного міста Халепа                                                  | Київська Русь                                                                                          | с. Халеп'я                                                         | 100017-Н        |
| м. Переяслав-Хмельницький                                                          | |                                                                    |                 |
| Літописне місто Переяслав — столиця Переяславського князівства                     | IX — XIII століття                                                                                     | м. Переяслав                                                       | 100018-Н        |
| Залишки Михайлівського собору                                                      | 1089 рік                                                                                               | вул. Московська, 34                                                | 100032-Н        |
| Залишки церкви-усипальні (Спаська)                                                 | друга половина — кінець XI століття                                                                    | вул. Шевченка, 17                                                  | 100033-Н        |
| Рокитнянський район                                                                | |                                                                    |                 |
| Городище літописного міста Торчеськ                                                | Київська Русь                                                                                          | с. Ольшаниця                                                       | 100020-Н        |
| Курган «Гайдамацька Могила»                                                        | III тисячоліття до нашої ери — I тисячоліття                                                           | с. Острів                                                          | 100021-Н        |
| Сквирський район                                                                   | |                                                                    |                 |
| Археологічний комплекс: городище літописного міста Бакожина, поселення і могильник | Київська Русь                                                                                          | с. Буки                                                            | 100022-Н        |
| Тетіївський район                                                                  | |                                                                    |                 |
| Курганний могильник                                                                | раннє середньовіччя, празько-корчацька культура                                                        | с. Черепин                                                         | 100023-Н        |
| Фастівський район                                                                  | |                                                                    |                 |
| Малополовецький археологічний комплекс                                             | IV — II тисячоліття до нашої ери, VII—V століття, III—IV століття, XI—XIII століття, XVII—XIX століття | с. Малополовецьке                                                  | 100025-Н        |
| Городище                                                                           | рання залізна доба, скіфська культура                                                                  | с. Млинок                                                          | 100026-Н        |
| Яготинський район                                                                  | |                                                                    |                 |
| Курганний могильник                                                                | Київська Русь                                                                                          | с. Ничипорівка                                                     | 100027-Н        |

## Кіровоградська область
| Найменування пам'ятки                      | Датування                        | Розташування            | Охоронний номер |
| ------------------------------------------ | -------------------------------- | ----------------------- | --------------- |
| Знам'янський район                         |                                  |                         |                 |
| Городище чорноліське і курганний могильник | VIII — III століття до нашої ери | с. Богданівка           | 110001-Н        |
| Городище чорноліське «Великий Городок»     | рання залізна доба               | с. Чутівка, балка Кишла | 110002-Н        |
| Новоархангельський район                   |                                  |                         |                 |
| Поселення трипільське «Володимирівка»      | енеоліт, трипільська культура    | с. Володимирівка        | 110004-Н        |
| Світловодський район                       |                                  |                         |                 |
| Городище «Тясьминське»                     | VIII — VII століття до нашої ери | с. Велика Андрусівка    | 110005-Н        |

## Луганська область
| Найменування пам'ятки                | Датування                   | Розташування    | Охоронний номер |
| ------------------------------------ | --------------------------- | --------------- | --------------- |
| Антрацитівський район                |                             |                 |                 |
| Курганний могильник «Могила Мечетна» | епоха міді — бронзи         | с-ще Тамара     | 120006-Н        |
| Попаснянський район                  |                             |                 |                 |
| Міднорудна копальня «Червоне Озеро»  | епоха бронзи                | с. Новозванівка | 120009-Н        |
| Станично-Луганський район            |                             |                 |                 |
| Поселення-фортеця Петрово-Донецьке   | XVIII — початок XX століття | с. Нижньотепле  | 120010-Н        |

## Львівська область
| Найменування пам'ятки                             | Датування                                            | Розташування                    | Охоронний номер |
| ------------------------------------------------- | ---------------------------------------------------- | ------------------------------- | --------------- |
| м. Львів                                          |                                                      |                                 |                 |
| Городище давньоруського міста Львова              | Київська Русь                                        | територія парку «Високий замок» | 130001-Н        |
| Бродівський район                                 |                                                      |                                 |                 |
| Городище літописного міста Плісненська            | Київська Русь                                        | с. Підгірці                     | 130011-Н        |
| Курганний могильник                               | Київська Русь                                        | с. Підгірці                     | 130012-Н        |
| Буський район                                     |                                                      |                                 |                 |
| Городище літописного міста Бужська                | Київська Русь                                        | м. Буськ                        | 130013-Н        |
| Дрогобицький район                                |                                                      |                                 |                 |
| Городище                                          | Київська Русь                                        | с. Солонське                    | 130014-Н        |
| Городище                                          | Київська Русь                                        | с. Ступниця                     | 130015-Н        |
| Жидачівський район                                |                                                      |                                 |                 |
| Городище літописного міста Зудичева               | Київська Русь                                        | м. Жидачів                      | 130016-Н        |
| Жовківський район                                 |                                                      |                                 |                 |
| Городище літописного міста Щекотина               | Київська Русь                                        | с. Глинськ                      | 130017-Н        |
| Миколаївський район                               |                                                      |                                 |                 |
| Городище                                          | Київська Русь                                        | с. Стільсько                    | 130019-Н        |
| Мостиський район                                  |                                                      |                                 |                 |
| Городище літописного міста Вишні (Судова Вишня I) | Київська Русь                                        | м. Судова Вишня                 | 130020-Н        |
| Пустомитівський район                             |                                                      |                                 |                 |
| Городище міста Звенигорода                        | Київська Русь                                        | с. Звенигород                   | 130021-Н        |
| Самбірський район                                 |                                                      |                                 |                 |
| Поселення багатошарове                            | рання залізна доба, скіфська культура, Київська Русь | с. Кульчиці                     | 130023-Н        |
| Сколівський район                                 |                                                      |                                 |                 |
| Городище літописного міста Тустань                | Київська Русь                                        | с. Урич                         | 130024-Н        |
| Сокальський район                                 |                                                      |                                 |                 |
| Городище літописного міста Белз                   | Київська Русь                                        | м. Белз                         | 130025-Н        |

## Миколаївська область
| Найменування пам'ятки                                                    | Датування | Розташування                                                                                       | Охоронний номер |
| ------------------------------------------------------------------------ | --- | -------------------------------------------------------------------------------------------------- | --------------- |
| Історичний ландшафт центру Буго-Гардівської паланки Війська Запорозького | VII тисячоліття — VI тисячоліття до нашої ери, V тисячоліття — IV тисячоліття до нашої ери, III тисячоліття — II тисячоліття до нашої ери, XII—XIII століття, XVI—VIII століття | с. Богданівка Доманівського району, смт Костянтинівка Арбузинського району та м. Південноукраїнськ | 140001-Н        |
| м. Миколаїв                                                              | | |                 |
| Городище                                                                 | античність | урочище Сіверсів Маяк                                                                              | 140002-Н        |
| Поселення і некрополь «Дідова Хата-I»                                    | античність | урочище Дідова Хата                                                                                | 140003-Н        |
| Поселення-городище багатошарове                                          | античність | територія Миколаївського суднобудівного заводу                                                     | 140005-Н        |
| Римський військовий табір «Дідова Хата-III»                              | I-III століття нашої ери | урочище Дідова Хата                                                                                | 140004-Н        |
| Арбузинський район                                                       | | |                 |
| Поселення багатошарове                                                   | неоліт, енеоліт, епоха бронзи, раннє середньовіччя | смт Костянтинівка                                                                                  | 140008-Н        |
| Поселення                                                                | неоліт, енеоліт | с. Семенівка                                                                                       | 140009-Н        |
| Баштанський район                                                        | | |                 |
| Курганний могильник                                                      | III тисячоліття до нашої ери — I тисячоліття | с. Костянтинівка                                                                                   | 140010-Н        |
| Стоянка                                                                  | мезоліт | с. Лук'янівка                                                                                      | 140011-Н        |
| Березанський район                                                       | | |                 |
| Поселення                                                                | римський час | с. Калинівка                                                                                       | 140012-Н        |
| Курганний могильник                                                      | III тисячоліття до нашої ери — I тисячоліття | с. Калинівка                                                                                       | 140013-Н        |
| Городище                                                                 | античність | с. Матіясове                                                                                       | 140014-Н        |
| Братський район                                                          | | |                 |
| Курган                                                                   | III тисячоліття до нашої ери — I тисячоліття | с-ще Людмилівка                                                                                    | 140015-Н        |
| Стоянка                                                                  | пізній палеоліт | с. Українець                                                                                       | 140016-Н        |
| Веселинівський район                                                     | | |                 |
| Фортеця                                                                  | раннє середньовіччя | с. Кременівка                                                                                      | 140017-Н        |
| Городище                                                                 | римський час, черняхівська культура | с. Покровка                                                                                        | 140018-Н        |
| Вознесенський район                                                      | | |                 |
| Стоянка                                                                  | мезоліт | смт Олександрівка                                                                                  | 140019-Н        |
| Доманівський район                                                       | | |                 |
| Стоянка                                                                  | пізній палеоліт | с. Анетівка                                                                                        | 140020-Н        |
| Поселення                                                                | енеоліт, трипільська культура | с. Виноградний Сад                                                                                 |                 |
| Миколаївський район                                                      | | |                 |
| Поселення                                                                | епоха бронзи | с. Тернувате                                                                                       | 140021-Н        |
| Очаківський район                                                        | | |                 |
| Поселення «Пітухівка-I»                                                  | античність | с. Дмитрівка                                                                                       | 140022-Н        |
| Поселення Пітухівка-II                                                   | античність | с. Дмитрівка                                                                                       | 140023-Н        |
| Городище-фортеця                                                         | IX століття до нашої ери — IV століття, V—XVII століття | с. Дмитрівка                                                                                       | 140024-Н        |
| Городище                                                                 | IX століття до нашої ери — IV століття | о. Березань                                                                                        | 140025-Н        |
| Городище                                                                 | IX століття до нашої ери — IV століття | с. Козирка                                                                                         | 140026-Н        |
| Стародавнє місто Ольвія                                                  | IX століття до нашої ери — IV століття | с. Парутине                                                                                        | 140027-Н        |
| Первомайський район                                                      | | |                 |
| Поселення                                                                | неоліт, Київська Русь | між селами Грушівка та Мигія                                                                       | 140028-Н        |
| Курганний могильник                                                      | III тисячоліття до нашої ери — I тисячоліття | с. Кінецьпіль                                                                                      | 140029-Н        |
| Снігурівський район                                                      | | |                 |
| Городище                                                                 | римський час, черняхівська культура | с. Олександрівка                                                                                   | 140030-Н        |

## Одеська область
| Найменування пам'ятки                         | Датування                                       | Розташування                                                   | Охоронний номер |
| --------------------------------------------- | ----------------------------------------------- | -------------------------------------------------------------- | --------------- |
| Білгород-Дністровський район                  |                                                 |                                                                |                 |
| Городище Тіра-Білгород                        | античність, розвинуте середньовіччя             | м. Білгород-Дністровський                                      | 150007-Н        |
| Склеп підкурганний «Скіфська Могила»          | античність                                      | м. Білгород-Дністровський                                      | 150008-Н        |
| Курган «Попова Могила»                        |                                                 | с. Біленьке                                                    | 150009-Н        |
| Вал земляний                                  | римський час                                    | між селами Красна Коса та Переможне                            | 150010-Н        |
| Біляївський район                             |                                                 |                                                                |                 |
| Курган                                        | II тисячоліття до нашої ери — I тисячоліття     | с. Усатове                                                     | 150011-Н        |
| Ізмаїльський район                            |                                                 |                                                                |                 |
| Поселення «Саф'яни»                           | раннє середньовіччя, балкано-дунайська культура | с. Саф'яни                                                     | 150012-Н        |
| Кілійський район                              |                                                 |                                                                |                 |
| Культурний шар о. Зміїний                     | античність                                      | о. Зміїний                                                     | 150015-Н        |
| Лиманський район                              |                                                 |                                                                |                 |
| Городище «Кошари»                             | античність                                      | с. Кошари                                                      | 150016-Н        |
| Некрополь «Кошари»                            | античність                                      | с. Кошари                                                      | 150017-Н        |
| Овідіопольський район                         |                                                 |                                                                |                 |
| Городище Роксолани — стародавнє місто Ніконій | античність                                      | с. Роксолани                                                   | 150018-Н        |
| Городище                                      | IX століття до нашої ери                        | м. Овідіополь                                                  | 150019-Н        |
| Городище                                      | IX століття до нашої ери                        | с. Надлиманське                                                | 150020-Н        |
| Ренійський район                              |                                                 |                                                                |                 |
| Городище «Орлівка» (Кам'яна Гора)             | античність                                      | с. Орлівка                                                     | 150021-Н        |
| Могильник ґрунтовий                           | рання залізна доба, гето-дакійська культура     | с. Орлівка                                                     | 150022-Н        |
| Вал земляний                                  | раннє середньовіччя                             | між селами Нагірне та Орлівка                                  | 150023-Н        |
| Траянів вал                                   | римський час                                    | Болградський, Ізмаїльський, Кілійський, Татарбунарський райони | 150024-Н        |

## Полтавська область
| Найменування пам'ятки                                     | Датування                                                                                        | Розташування | Охоронний номер |
| --------------------------------------------------------- | ------------------------------------------------------------------------------------------------ | --- | --------------- |
| м. Полтава                                                |                                                                                                  | |                 |
| Городище та поселення багатошарові                        | культури: скіфська, роменська, Київська Русь, пізнє середньовіччя                                | Червона площа, урочище Іванова Гора | 160001-Н        |
| Гадяцький район                                           |                                                                                                  | |                 |
| Курганний могильник                                       | рання залізна доба, скіфська культура                                                            | с. Броварки | 160013-Н        |
| Городище                                                  | рання залізна доба, скіфська культура                                                            | с. Книшівка | 160014-Н        |
| Диканський район                                          |                                                                                                  | |                 |
| Городище                                                  | IX-XIII ст.                                                                                      | с. Михайлівка, урочище Брусія | 160016-Н        |
| Зіньківський район                                        |                                                                                                  | |                 |
| Городище                                                  | розвинуте середньовіччя, роменська культура, Київська Русь                                       | с. Глинське | 160017-Н        |
| Котелевський район                                        |                                                                                                  | |                 |
| Комплекс пам'яток території та округи Більського городища | епоха бронзи, рання залізна доба, скіфська культура, розвинуте та пізнє середньовіччя            | с. Більськ, території Малобудищанської, Батьківської сільрад Зіньківського району і Куземинської сільради Охтирського району Сумської області | 160018-Н        |
| Майдан «Великий Скоробір»                                 | IX століття до нашої ери — IV століття, VII—III століття до нашої ери, кінець XVI—XVIII століття | між селами Більськ та Батьки | 160019-Н        |
| Майдан «Розрита Могила»                                   | рання залізна доба, пізнє середньовіччя                                                          | с. Лихачівка | 160020-Н        |
| Лубенський район                                          |                                                                                                  | |                 |
| Мезолітична стоянка «В'язівок IVa»                        | IX — VII тисячоліття до нашої ери                                                                | с. В'язівок, урочище Данілов | 160022-Н        |
| Стоянка                                                   | пізній палеоліт                                                                                  | с. Гінці | 160023-Н        |
| Городище «Городок»                                        | рання залізна доба, скіфська культура                                                            | с. Клепачі | 160024-Н        |
| Городище літописного міста Сліпорід                       | Київська Русь                                                                                    | с. Мацківці | 160025-Н        |
| Курганний могильник                                       | Київська Русь                                                                                    | с. Снітин | 160026-Н        |

## Рівненська область
| Найменування пам'ятки                         | Датування                                         | Розташування                                                       | Охоронний номер |
| --------------------------------------------- | ------------------------------------------------- | ------------------------------------------------------------------ | --------------- |
| м. Рівне                                      |                                                   |                                                                    |                 |
| Городище                                      | Київська Русь                                     | вул. Басівкутська, 121                                             | 170001-Н        |
| Володимирецький район                         |                                                   |                                                                    |                 |
| Городище і селище                             | Київська Русь                                     | с. Бабка                                                           | 170002-Н        |
| Гощанський район                              |                                                   |                                                                    |                 |
| Городище і селище літописного міста Дорогобуж | Київська Русь                                     | с. Дорогобуж                                                       | 170003-Н        |
| Дубенський район                              |                                                   |                                                                    |                 |
| Городище літописного міста Дубена             | IX — XIII століття                                | м. Дубно                                                           | 170004-Н        |
| Стоянки Липа-4 та Липа-6                      | пізній палеоліт                                   | с. Липа, урочища Ліс Козакевича («Липа IV») та Глинище («Липа VI») | 170005-Н        |
| Городище                                      | Київська Русь                                     | с. Листвин                                                         | 170006-Н        |
| Зарічненський район                           |                                                   |                                                                    |                 |
| Городище і селище                             | Київська Русь                                     | смт. Зарічне, східна околиця, правий берег р. Стир                 | 170007-Н        |
| Здолбунівський район                          |                                                   |                                                                    |                 |
| Городище і поселення                          | епоха бронзи, рання залізна доба, Київська Русь   | с. Будераж                                                         | 170008-Н        |
| Городище і селище                             | Київська Русь                                     | с. Новомильськ                                                     | 170009-Н        |
| Млинівський район                             |                                                   |                                                                    |                 |
| Городище літописного міста Муравиця           | епоха бронзи, стжижовська культура, Київська Русь | смт Млинів, правий берег р. Ікви                                   | 170010-Н        |
| Городище і селище                             | Київська Русь                                     | с. Острожець                                                       | 170011-Н        |
| Городище і селище                             | Київська Русь                                     | с. Посників                                                        | 170012-Н        |
| Рівненський район                             |                                                   |                                                                    |                 |
| Стоянка                                       | палеоліт                                          | с. Бармаки, південно-східна околиця                                | 170014-Н        |
| Поселення, городище                           | епоха бронзи, Київська Русь                       | с. Білів, південна околиця на правому березі р. Стубли             | 170015-Н        |
| Городище літописного міста Пересопниці        | Київська Русь                                     | с. Пересопниця                                                     | 170016-Н        |
| Рокитнівський район                           |                                                   |                                                                    |                 |
| Курганний могильник                           | Київська Русь                                     | с. Глинне                                                          | 170017-Н        |

## Сумська область
| Найменування пам'ятки                                            | Датування                                                | Розташування                 | Охоронний номер |
| ---------------------------------------------------------------- | -------------------------------------------------------- | ---------------------------- | --------------- |
| Білопільський район                                              |                                                          |                              |                 |
| Городище літописного міста Вир                                   | IX-XIII століття                                         | м. Білопілля                 | 180003-Н        |
| Буринський район                                                 |                                                          |                              |                 |
| Городище і селище                                                | IX-XIII століття                                         | с. Дич                       | 180005-Н        |
| Глухівський район                                                |                                                          |                              |                 |
| Городище і селище                                                | IX-XIII століття                                         | с. Ємадикине                 | 180008-Н        |
| Конотопський район                                               |                                                          |                              |                 |
| Городище і селище                                                | IX-XIII століття                                         | с. Великий Самбір            | 180010-Н        |
| Кролевецький район                                               |                                                          |                              |                 |
| Городище — залишки літописного міста Воргол                      | IX-XIII століття                                         | с. Воргол                    | 180011-Н        |
| Городище                                                         | IX-XIII століття                                         | с. Спаське                   | 180012-Н        |
| Недригайлівський район                                           |                                                          |                              |                 |
| Городище літописного міста В'яхань                               | IX-XIII століття                                         | с. Городище                  | 180013-Н        |
| Городище літописного міста Попаш                                 | IX-XIII століття                                         | між селами Засулля та Бродок | 180014-Н        |
| Охтирський район                                                 |                                                          |                              |                 |
| Комплекс пам'яток: городища (2), селища (2), курганний могильник | IX-XIII століття                                         | с. Журавне                   | 180016-Н        |
| Городище і селище                                                | IX-XIII століття                                         | с. Куземин                   | 180017-Н        |
| Укріплення Більського городища                                   | IX-XIII століття                                         | с. Куземин                   | 180018-Н        |
| Путивльський район                                               |                                                          |                              |                 |
| Городище літописного міста Путивль                               | IX-XIII століття                                         | м. Путивль                   | 180019-Н        |
| Городище                                                         | IX століття до нашої ери — IV століття                   | с. Ширяєве                   | 180021-Н        |
| Роменський район                                                 |                                                          |                              |                 |
| Городище багатошарове                                            | IX століття до нашої ери — IV століття, IX—XIII століття | м. Ромни                     | 180023-Н        |
| Городище і курганний могильник                                   | IX століття до нашої ери — IV століття                   | с. Басівка                   | 180024-Н        |
| Сумський район                                                   |                                                          |                              |                 |
| Городища (2) і селище                                            | IX століття до нашої ери — IV століття, V—IX століття    | с. Битиця                    | 180025-Н        |
| Городище, селище і могильник                                     | IX-XIII століття                                         | с. Зелений Гай               | 180026-Н        |
| Городище, селище і могильник                                     | IX-XIII століття                                         | с. Шпилівка                  | 180027-Н        |
| Тростянецький район                                              |                                                          |                              |                 |
| Городище                                                         | IX століття до нашої ери — IV століття                   | с. Кам'янка                  | 180028-Н        |
| Комплекс пам'яток: городища (2), селище і курганний могильник    | IX-XIII століття                                         | с. Ницаха                    | 180029-Н        |

## Тернопільська область
| Найменування пам'ятки             | Датування         | Розташування                                                       | Охоронний номер |
| --------------------------------- | ----------------- | ------------------------------------------------------------------ | --------------- |
| Гусятинський район                |                   |                                                                    |                 |
| Городище-святилище «Городниця»    | Київська Русь     | с. Городниця                                                       | 190001-Н        |
| Городище-святилище «Крутилів»     | Київська Русь     | с. Крутилів                                                        | 190001-Н        |
| Тернопільський район              |                   |                                                                    |                 |
| Стоянка багатошарова «Глибочок-1» | палеоліт, мезоліт | смт Великий Глибочок, на південь від селища, правий берег р. Серет | 190005-Н        |

## Харківська область
| Найменування пам'ятки                                                 | Датування | Розташування         | Охоронний номер |
| --------------------------------------------------------------------- | --- | -------------------- | --------------- |
| м. Харків                                                             | |                      |                 |
| Донецьке городище, селища А, Б, В                                     | епоха бронзи, рання залізна доба, скіфська культура, розвинуте середньовіччя, роменська культура, Київська Русь | Жовтневий район      | 200001-Н        |
| Богодухівський район                                                  | |                      |                 |
| Городище «Полкова Микитівка» та могильник                             | рання залізна доба, скіфська культура                                                                           | с. Полкова Микитівка | 200015-Н        |
| Городище «Хрущова Микитівка»                                          | рання залізна доба, скіфська культура                                                                           | с. Хрущова Микитівка | 200016-Н        |
| Вовчанський район                                                     | |                      |                 |
| Салтівський археологічний комплекс: городище і катакомбний могильник  | IX століття до нашої ери — IV століття                                                                          | с. Верхній Салтів    | 200017-Н        |
| Зміївський район                                                      | |                      |                 |
| Великогомільшанський комплекс пам'яток: городище, курганний могильник | розвинуте середньовіччя, салтівська культура                                                                    | с. Велика Гомільша   | 200018-Н        |
| Городище Водяне                                                       | рання залізна доба, скіфська культура, розвинуте середньовіччя, роменська культура                              | с-ще Водяне          | 200019-Н        |
| Городище Гайдари                                                      | Київська Русь                                                                                                   | с. Гайдари           | 200020-Н        |
| Городище Коропове                                                     | рання залізна доба, скіфська культура                                                                           | с. Коропове          | 200021-Н        |
| Городище Мохнач                                                       | рання залізна доба, скіфська культура, розвинуте середньовіччя, салтівська культура                             | с. Мохнач            | 200022-Н        |
| Городище та селище Суха Гомільша                                      | рання залізна доба, скіфська культура, розвинуте середньовіччя, роменська культура                              | с. Суха Гомільша     | 200023-Н        |
| Коломацький район                                                     | |                      |                 |
| Городище Коломак і могильник                                          | рання залізна доба, скіфська культура                                                                           | смт Коломак          | 200025-Н        |
| Городище та могильник «Грашківське»                                   | рання залізна доба, скіфська культура                                                                           | смт Коломак          | 200026-Н        |
| Краснокутський район                                                  | |                      |                 |
| Городище Замок                                                        | рання залізна доба, скіфська культура, розвинуте середньовіччя, Київська Русь                                   | с. Городнє           | 200027-Н        |
| Харківський район                                                     | |                      |                 |
| Курганний могильник                                                   | рання залізна доба, скіфська культура                                                                           | м. Люботин           | 200028-Н        |
| Городище Циркуни                                                      | рання залізна доба, скіфська культура                                                                           | с. Циркуни           | 200029-Н        |

## Херсонська область
| Найменування пам'ятки                 | Датування                                   | Розташування                      | Охоронний номер |
| ------------------------------------- | ------------------------------------------- | --------------------------------- | --------------- |
| Бериславський район                   |                                             |                                   |                 |
| Дрімайлівське поселення               | доба пізньої бронзи, сабатинівська культура | с. Зміївка                        | 210003-Н        |
| Старошведське городище                | рання залізна доба, скіфська культура       | с. Зміївка                        | 210004-Н        |
| Львівське поселення                   | рання залізна доба, скіфська культура       | с. Львове                         | 210005-Н        |
| Бургунське поселення                  | римський час, черняхівська культура         | с. Миколаївка                     | 210006-Н        |
| Консуловське городище                 | рання залізна доба, скіфська культура       | с. Республіканець                 | 210007-Н        |
| Каховський район                      |                                             |                                   |                 |
| Стоянка «Дмитрівка»                   | пізній палеоліт                             | с. Дмитрівка                      | 210022-Н        |
| Городище «Любимівське»                | рання залізна доба, скіфська культура       | с. Любимівка                      | 210023-Н        |
| Нижньосірогозький район               |                                             |                                   |                 |
| Курган Козел                          |                                             | с. Новоолександрівка              | 210024-Н        |
| Нововоронцовський район               |                                             |                                   |                 |
| Гаврилівське городище                 | рання залізна доба, скіфська культура       | с. Гаврилівка                     | 210025-Н        |
| Ганнівське городище                   | рання залізна доба, скіфська культура       | с. Дудчани                        | 210026-Н        |
| Золотобалківський ґрунтовий могильник | залізна доба, скіфська культура             | с. Золота Балка                   | 210027-Н        |
| Поселення Леонтіївка                  | доба середньої бронзи                       | с. Михайлівка                     | 210028-Н        |
| Михайлівське поселення                | енеоліт, епоха бронзи                       | с. Михайлівка                     | 210029-Н        |
| Новотроїцький район                   |                                             |                                   |                 |
| Стоянка Вознесенка-IV                 | пізній палеоліт                             | с. Заозерне                       | 210030-Н        |
| Стоянка Солоне озеро-IX               | палеоліт, мезоліт, неоліт, епоха бронзи     | с. Сивашівка                      | 210031-Н        |
| Олешківський район                    |                                             |                                   |                 |
| Олешківська Січ                       | пізнє середньовіччя                         | м. Олешки                         | 210032-Н        |
| Чаплинський район                     |                                             |                                   |                 |
| Стоянка Нововолодимирівка-II          | пізній палеоліт                             | с. Нововолодимирівка              | 210033-Н        |
| Половецькі кам'яні скульптури         | XI — XII століття, IX—XIII століття         | смт Асканія Нова, заповідний степ | 210034-Н        |

## Хмельницька область
| Найменування пам'ятки               | Датування                                 | Розташування                       | Охоронний номер |
| ----------------------------------- | ----------------------------------------- | ---------------------------------- | --------------- |
| Білогірський район                  |                                           |                                    |                 |
| Городище літописного міста Тихомель | розвинуте середньовіччя, Київська Русь    | с. Тихомель                        | 220002-Н        |
| Поселення                           | черняхівська культура                     | с. Лепесівка                       | 220001-Н        |
| Городоцький район                   |                                           |                                    |                 |
| Земляне укріплення «Траянів вал»    | перша половина I тисячоліття до нашої ери | між м. Городок та с. Лісоводи      | 220003-Н        |
| Ізяславський район                  |                                           |                                    |                 |
| Городище                            | Київська Русь                             | с. Михнів                          | 220004-Н        |
| Кам'янець-Подільський район         |                                           |                                    |                 |
| Скельний печерний монастир          | розвинуте середньовіччя, Київська Русь    | с. Гораївка, урочище Монастириське | 220005-Н        |
| Городище                            | розвинуте середньовіччя, Київська Русь    | с. Княгинин                        | 220006-Н        |
| Городище                            | розвинуте середньовіччя, Київська Русь    | с. Княжпіль                        | 220007-Н        |
| Летичівський район                  |                                           |                                    |                 |
| Городище літописного міста Кудин    | розвинуте середньовіччя, Київська Русь    | с. Кудинка                         | 220010-Н        |
| Новоушицький район                  |                                           |                                    |                 |
| Городище                            | розвинуте середньовіччя, Київська Русь    | с. Пилипи-Хребтіївські             | 220012-Н        |
| Городище                            | розвинуте середньовіччя, Київська Русь    | с. Хребтіїв                        | 220013-Н        |
| Старокостянтинівський район         |                                           |                                    |                 |
| Городище літописного міста Губин    | розвинуте середньовіччя, Київська Русь    | с. Губин                           | 220014-Н        |

## Черкаська область
| Найменування пам'ятки                    | Датування                                                                 | Розташування                          | Охоронний номер |
| ---------------------------------------- | ------------------------------------------------------------------------- | ------------------------------------- | --------------- |
| м. Черкаси                               |                                                                           |                                       |                 |
| Городище                                 | епоха бронзи, рання залізна доба, римський час                            | мікрорайон Дахнівський, гора Василиця | 230001-Н        |
| Звенигородський район                    |                                                                           |                                       |                 |
| Курганний могильник                      | не визначено                                                              | с. Неморож                            | 230006-Н        |
| Золотоніський район                      |                                                                           |                                       |                 |
| Городище і селище                        | розвинуте середньовіччя, Київська Русь                                    | с. Каленики                           | 230007-Н        |
| Кам'янський район                        |                                                                           |                                       |                 |
| Городище                                 | IX століття до нашої ери — IV століття                                    | с. Жаботин                            | 230008-Н        |
| м. Канів                                 |                                                                           |                                       |                 |
| Городище літописного міста Роденя        | IX — XIII століття                                                        | урочище Княжа Гора                    | 230009-Н        |
| Багатошарове городище «Пилипенкова Гора» | IV — III тисячоліття до нашої ери, IX століття до нашої ери — IV століття | урочище Пилипенкова Гора              | 230010-Н        |
| Городище «Дівич Гора»                    | IX — XIII століття                                                        | урочище Дівич Гора                    | 230011-Н        |
| Городища «Велике» і «Мале»               | рання залізна доба, скіфська культура                                     | м. Канів, на південь від міста        | 230012-Н        |
| Успенський (Георгіївський) собор         | IX—XIII століття, 1144 рік                                                | м. Канів                              | 230014-Н        |
| Канівський район                         |                                                                           |                                       |                 |
| Городище                                 | Київська Русь                                                             | с. Ліпляве                            | 230016-Н        |
| Стоянка                                  | пізній палеоліт                                                           | с. Межиріч                            | 230017-Н        |
| Курганний могильник                      | рання залізна доба, скіфська культура                                     | с. Мельники                           | 230018-Н        |
| Залишки літописного міста Заруба         | IX — XIII століття                                                        | с. Трахтемирів                        | 230020-Н        |
| Корсунь-Шевченківський район             |                                                                           |                                       |                 |
| Городище                                 | Київська Русь, пізнє середньовіччя                                        | м. Корсунь-Шевченківський             | 230021-Н        |
| Земляне укріплення "Змієвий вал"л        | IX — X століття                                                           | с. Комарівка                          | 230023-Н        |
| Городище «Гора Дівиця»                   | IX — XIII століття                                                        | с. Сахнівка                           | 230024-Н        |
| Лисянський район                         |                                                                           |                                       |                 |
| Городище                                 | рання залізна доба, скіфська культура                                     | с. Журжинці                           | 230025-Н        |
| Смілянський район                        |                                                                           |                                       |                 |
| Городище «Пастирське»                    | IX століття до нашої ери — IV століття                                    | с. Пастирське                         | 230026-Н        |
| Городище «Шарапівське»                   | IX століття до нашої ери — IV століття                                    | с. Пастирське                         | 230027-Н        |
| Тальнівський район                       |                                                                           |                                       |                 |
| Поселення                                | енеоліт, трипільська культура                                             | с. Веселий Кут                        | 230028-Н        |
| Курганний могильник                      | не визначено                                                              | с. Лоташеве                           | 230029-Н        |
| Поселення Майданецьке                    | енеоліт, трипільська культура                                             | с. Майданецьке                        | 230030-Н        |
| Уманський район                          |                                                                           |                                       |                 |
| Городище                                 | пізнє середньовіччя                                                       | с. Максимівка                         | 230031-Н        |
| Христинівський район                     |                                                                           |                                       |                 |
| Зольники                                 | рання залізна доба, білогрудівська культура                               | с. Синиця                             | 230032-Н        |
| Черкаський район                         |                                                                           |                                       |                 |
| Курганний могильник                      | III тисячоліття до нашої ери — I тисячоліття                              | с. Яснозір'я                          | 230033-Н        |
| Чигиринський район                       |                                                                           |                                       |                 |
| Городище «Матронинське»                  | IX століття до нашої ери — IV століття                                    | с. Мельники                           | 230034-Н        |
| Городище                                 | IX століття до нашої ери — IV століття                                    | с. Суботів                            | 230035-Н        |
| Чорнобаївський район                     |                                                                           |                                       |                 |
| Городище літописного міста Римова        | IX — XIII століття                                                        | с. Велика Бурімка                     | 230037-Н        |
| Городище                                 | IX — XIII століття                                                        | с. Кліщинці                           | 230038-Н        |

## Чернівецька область
| Найменування пам'ятки                      | Датування                                                 | Розташування                 | Охоронний номер |
| ------------------------------------------ | --------------------------------------------------------- | ---------------------------- | --------------- |
| Герцаївський район                         |                                                           |                              |                 |
| Городище «Замок»                           | IX — XIII століття                                        | с. Горбова                   | 240004-Н        |
| Заставнівський район                       |                                                           |                              |                 |
| Печерна стоянка з наскельними зображеннями | IX — VII тисячоліття до нашої ери                         | с. Баламутівка               | 240005-Н        |
| Городище                                   | розвинуте середньовіччя, Київська Русь                    | с. Василів                   | 240006-Н        |
| Городище                                   | розвинуте середньовіччя, Київська Русь                    | с. Горішні Шерівці           | 240007-Н        |
| Курганний могильник                        | розвинуте середньовіччя, Київська Русь                    | с. Горішні Шерівці           | 240008-Н        |
| Поселення і могильник ґрунтовий            | рання залізна доба, римський час, розвинуте середньовіччя | с. Малий Кучурів             | 240009-Н        |
| Городище-святилище                         | розвинуте середньовіччя, Київська Русь                    | с. Ржавинці                  | 240010-Н        |
| Кельменецький район                        |                                                           |                              |                 |
| Городище «Турецький шанець»                | IX — XIII століття                                        | с. Ленківці                  | 240011-Н        |
| Земляне укріплення «Траянів вал»           | IX століття до нашої ери — IV століття                    | с. Грушівці                  | 240012-Н        |
| Земляне укріплення «Траянів вал»           | IX століття до нашої ери — IV століття                    | с. Вороновиця                | 240013-Н        |
| Земляне укріплення «Траянів вал»           | IX століття до нашої ери — IV століття                    | с. Макарівка                 | 240014-Н        |
| Кіцманський район                          |                                                           |                              |                 |
| Поселення                                  | раннє середньовіччя                                       | с. Біла                      | 240015-Н        |
| Новоселицький район                        |                                                           |                              |                 |
| Курганний могильник                        | розвинуте середньовіччя, Київська Русь                    | с. Чорнівка                  | 240016-Н        |
| Хотинський район                           |                                                           |                              |                 |
| Земляне укріплення «Траянів вал»           | римський час                                              | між м. Хотином та с. Анадоли | 240018-Н        |

## Чернігівська область
| Найменування пам'ятки                                   | Датування                                                                                     | Розташування         | Охоронний номер |
| ------------------------------------------------------- | --------------------------------------------------------------------------------------------- | -------------------- | --------------- |
| м. Чернігів                                             |                                                                                               |                      |                 |
| Дитинець літописного міста Чернігова                    | IX — XIII століття                                                                            | урочище Вал          | 250001-Н        |
| Курганний могильник Болдині гори                        | розвинуте середньовіччя, Київська Русь                                                        | урочище Болдина Гора | 250002-Н        |
| Курган Чорна могила                                     | Київська Русь, пізнє середньовіччя                                                            | вул. Пролетарська, 4 | 250004-Н        |
| Городище Ялівщина                                       | епоха бронзи, рання залізна доба, Київська Русь                                               | урочище Ялівщина     | 250007-Н        |
| Городнянський район                                     |                                                                                               |                      |                 |
| Городище Городище                                       | рання залізна доба, скіфська культура                                                         | с. Гніздище          | 250009-Н        |
| Городище Городок                                        | рання залізна доба, скіфська культура, раннє середньовіччя                                    | с. Карпівка          | 250010-Н        |
| Ічнянський район                                        |                                                                                               |                      |                 |
| Городище                                                | рання залізна доба, скіфська культура                                                         | с. Городня           | 250011-Н        |
| Козелецький район                                       |                                                                                               |                      |                 |
| Городище-дитинець літописного міста Городець на Острі   | Київська Русь                                                                                 | м. Остер             | 250012-Н        |
| Коропський район                                        |                                                                                               |                      |                 |
| Городище Городище                                       | рання залізна доба, скіфська культура                                                         | с. Городище          | 250014-Н        |
| Городище Радичівське-1 (Пузир-Хутір, Фостенське)        | рання залізна доба, юхнівська культура                                                        | с. Радичів           | 250015-Н        |
| Корюківський район                                      |                                                                                               |                      |                 |
| Городище Дротянка (Колядин)                             | рання залізна доба, Київська Русь                                                             | с. Буда              | 250016-Н        |
| Менський район                                          |                                                                                               |                      |                 |
| Городище                                                | Київська Русь                                                                                 | с. Стольне           | 250017-Н        |
| Городище Городок                                        | епоха бронзи, рання залізна доба, Київська Русь                                               | с. Феськівка         | 250018-Н        |
| Ніжинський район                                        |                                                                                               |                      |                 |
| Кургани «Близнюки» (2)                                  | II тисячоліття до нашої ери — X століття до нашої ери, IX століття до нашої ери — IV століття | с. Богданівка        | 250021-Н        |
| Курган «Висока Могила»                                  | II тисячоліття до нашої ери — X століття до нашої ери, IX століття до нашої ери — IV століття | с. Курилівка         | 250022-Н        |
| Новгород-Сіверський район                               |                                                                                               |                      |                 |
| Група стоянок Мосолів Рів (20)                          | палеоліт                                                                                      | с. Пушкарі           | 250023-Н        |
| Група стоянок Смячка (20)                               | мезоліт                                                                                       | с. Смяч              | 250024-Н        |
| Городища Західне і Східне                               | рання залізна доба, скіфська культура                                                         | с. Юхнове            | 250025-Н        |
| Носівський район                                        |                                                                                               |                      |                 |
| Поселення Струга                                        | епоха бронзи, рання залізна доба, римський час, Київська Русь                                 | с. Дослідне          | 250026-Н        |
| Городище                                                | IX століття до нашої ери — IV століття                                                        | с. Плоске            | 250027-Н        |
| Ріпкинський район                                       |                                                                                               |                      |                 |
| Комплекс пам'яток літописного міста Любеча              | Київська Русь, пізнє середньовіччя                                                            | смт Любеч            | 250029-Н        |
| Курганний могильник                                     | Київська Русь                                                                                 | с. Клонів            | 250028-Н        |
| Городище-1 літописного міста Листвена                   | Київська Русь                                                                                 | с. Малий Листвен     | 250030-Н        |
| Городище-2 літописного міста Листвена                   | Київська Русь                                                                                 | с. Малий Листвен     | 250031-Н        |
| Поселення                                               | римський час, Київська Русь                                                                   | с. Сибереж           | 250032-Н        |
| Сосницький район                                        |                                                                                               |                      |                 |
| Городище «Туличів Городок»                              | рання залізна доба                                                                            | с. Козляничі         | 250034-Н        |
| Талалаївський район                                     |                                                                                               |                      |                 |
| Городище Замок (Гуляй-Городок) літописного міста Глебль | Київська Русь, пізнє середньовіччя                                                            | с. Красний Колядин   | 250036-Н        |
| Курганний могильник Випас                               | Київська Русь                                                                                 | с. Липове            | 250037-Н        |
| Чернігівський район                                     |                                                                                               |                      |                 |
| Городище літописного міста Сновськ                      | Київська Русь, пізнє середньовіччя                                                            | с. Седнів            | 250039-Н        |
| Городище «Коровель»                                     | раннє середньовіччя, Київська Русь                                                            | с. Шестовиця         | 250040-Н        |
| Сновський район                                         |                                                                                               |                      |                 |
| Городище В'юнище                                        | рання залізна доба, раннє середньовіччя, Київська Русь                                        | с. Хотуничі          | 250041-Н        |
| Поселення Городок-2                                     | Сосницький варіант східнотшинецької культури                                                  | с. Хотуничі          | 250042-Н        |